# LM386

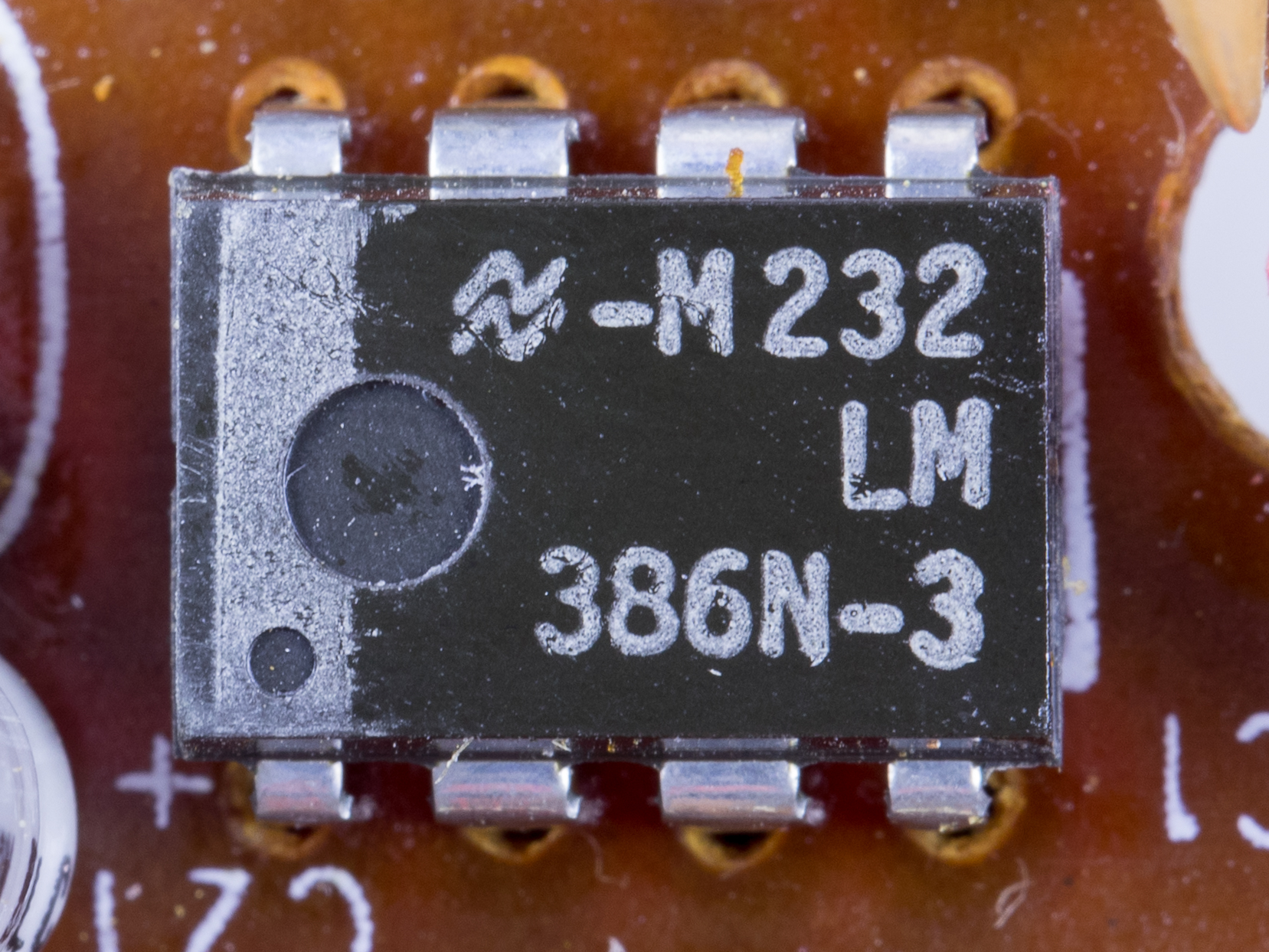
Circuito integrado LM386.

El LM386 (también conocido como JRC386) es un circuito integrado que consiste en un amplificador que requiere bajo voltaje, tanto en la entrada de audio como en la alimentación. Es frecuentemente usado en amplificadores para computadoras (parlantes), radios, amplificadores de guitarra, etc. Suministrando 9 voltios en el pin 8 se puede obtener 0,5 W de potencia, con solo un 0,2% de distorsión.
El TDA2822 comparte varias características de este integrado, funciona en stereo y es usado también en la misma clase de aparatos electrónicos.
Además es un circuito muy usado para hacer amplificadores de audio caseros.

## Modelos
Existen diferentes modelos del LM386 que tienen especificaciones ligeramente diferentes, se describen a continuación.
| Nombre   | Voltaje mínimo | Voltaje máximo | Potencia mínima de salida | Potencia típica de salida |
| LM386N-1 | 4 Voltios      | 12 Voltios     | 250 mW                    | 325 mW                    |
| LM386N-3 | 4 Voltios      | 12 Voltios     | 500 mW                    | 700 mW                    |
| LM386N-4 | 5 Voltios      | 18 Voltios     | 850 mW                    | 1000 mW                   |